# ناتالیا خودگاریان
ناتالیا خودگاریان (ارمنی: Նատալյա Խուդգարյան؛ زادهٔ ۱۹۷۳) شطرنج‌باز ارمنی‌تبار اهل کانادا است که در سال ۱۹۹۶ عنوان استاد بین‌المللی زنان (WIM) از سوی فیده به وی اعطا گردید.

## زندگی‌نامه
وی در سال ۱۹۷۳ در مسکو، روسیه به دنیا آمد. خودگاریان چهار مرتبه در سال‌های ۲۰۰۶، ۲۰۰۷، ۲۰۱۱ و ۲۰۱۲ برنده مسابقات قهرمانی شطرنج زنان کانادا شده‌است. وی در سال‌های ۲۰۰۶، ۲۰۰۸ و ۲۰۱۲ در قهرمانی شطرنج زنان جهان به رقابت پرداخت. وی در سال‌های ۱۹۹۶، ۲۰۰۶، ۲۰۰۸، ۲۰۱۲ و ۲۰۱۴ در ترکیب تیم ملی کانادا در المپیاد شطرنج زنان حضور داشت.
| به‌دلیل برخی مشکلات فنی، نمودارها موقتاً قابل مشاهده نیستند. اطلاعات بیشتر پیرامون این مشکل در فابریکاتور و وبگاه مدیاویکی در دسترس است. | |
| | به‌دلیل برخی مشکلات فنی، نمودارها موقتاً قابل مشاهده نیستند. اطلاعات بیشتر پیرامون این مشکل در فابریکاتور و وبگاه مدیاویکی در دسترس است. |